# 안드로이드 11
안드로이드 11(Android 11)은 11번째 주요 릴리스이며 안드로이드 모바일 운영체제의 18번째 버전이다. 안드로이드 11은 2020년 9월 8일에 정식으로 출시되었다.

## 개요
안드로이드 10의 후속 버전으로 출시되었다. API 레벨은 30이다. 2020년 2월에 첫 번째 버전인 개발자 프리뷰버전이 출시되었고 2020년 5월에 공개 베타버전이 출시되었고 2020년 9월 8일에 정식버전이 출시되었다.

## 역사

안드로이드 11 로고 (개발자 프리뷰 당시)

안드로이드 11은 최초 베타 릴리스 이전에 출시될 예정인 3개의 월간 개발자 프리뷰 빌드를 위해 고안되었으며, 실제 출시 전에 총 3개의 월간 베타 릴리스가 출시될 예정이다. "플랫폼 안정성" 상태는 2020년 7월에 계획되었으며 최종 릴리스는 2020년 9월 8일에 이루어졌다.
안드로이드 11의 첫 번째 개발자 프리뷰 빌드는 2020년 2월 19일 지원되는 구글 픽셀 스마트폰용 팩토리 이미지로 출시되었다. 개발자 프리뷰 2는 3월 18일에 출시되었고, 개발자 프리뷰 3은 4월 23일에 출시되었다. 5월 6일, 구글은 안드로이드 11의 전체 로드맵을 한 달 앞당겨 6월 3일로 첫 베타 날짜를 정하면서 예상치 못한 개발자 프리뷰 4를 출시했다.
첫 번째 공개 베타 릴리스는 원래 6월 3일 구글 I/O에서 열릴 예정이었으나 코로나 19 대유행으로 인해 결국 취소되었고 대신 온라인 릴리스 이벤트가 계획되었다. 조지 플로이드 시위에 이어 구글은 첫 번째 안드로이드 11 베타 출시가 연기될 것이라고 발표했다. 베타 1은 2020년 6월 10일에 출시되었고, 베타 2는 7월 8일에 출시되었다. 핫픽스 베타 2.5는 7월 22일에 출시되었고 베타 3은 8월 6일에 출시되었다. 정식 버전은 2020년 9월 8일 출시되었다.

## 기능

### 대화
알림센터에 대화와 기타 알림이 구분돼서 표시되고 멀티태스킹으로 대화가 가능하다.

### 스마트 답장
답장할 때 답장할 말을 자동으로 추천해준다.

### 무선안드로이드 오토
케이블없이 무선으로 안드로이드 오토를 이용할

### 음성으로 휴대전화 조작하기
안드로이드 11부터는 음성으로 휴대전화 조작하는 것이 더욱 간편해졌다.

### 기기 제어
전원버튼을 길게 누르면 기기를 한 눈에 보고 제어할 수 있다.

### 미디어 제어
알림센터에서 간편하게 재생되는 미디어 기기를 빠르게 설정할 수 있다.

### 사용자 경험
안드로이드 11은 채팅과 메시징을 위해 설계되었으며 앱이 지원할 때 "버블"이라고 알려진 팝업 오버레이로 표시될 수 있다. 또한 대화를 "우선순위"로 표시하여 중요도를 높일 수 있다(알림 맨 위로 밀어넣고 우회할 수 있도록 허용). 지난 24시간 동안의 통지 내역도 표시할 수 있다. 버블스는 기존 오버레이 권한을 대체하기 위해 설계되었으며, 이는 (클릭재킹 악성코드에 의한 사용으로 인해) 보안과 성능 문제로 인해 향후 더 이상 사용되지 않게 된다.
전원 버튼을 누르면 표시되는 메뉴에는 이제 스마트 홈 장치(픽셀 장치만 해당)를 제어하는 영역이 포함된다. 미디어 컨트롤은 더 이상 영구 통지가 아닌 빠른 설정 영역의 일부로 표시된다. 스크린샷 버튼이 리센트 화면으로 이동한다(픽셀 디바이스에만 해당). 공유 메뉴에 앱을 고정할 수 있다.
안드로이드 11에는 화면 레코더가 내장되어 있다.
이제 미디어 플레이어가 알림과 분리되었다. 또한 사용자가 2개 이상의 미디어 앱을 실행 중인 경우, 사용자는 미디어 플레이어 간에 전환하기 위해 양쪽에서 스와이프를 할 수 있다.

### 개인정보 보호 및 보안
시스템 업데이트 후 자동으로 재부팅되는 경우 앱이 자동으로 재개되고 인증 없이 자격 증명 암호화 스토리지에 다시 액세스할 수 있다.
안드로이드 11은 카메라, 마이크, 위치에 대한 "일회성" 권한을 도입한다. 앱이 요청할 경우 사용자는 앱을 사용할 때마다 한 번만 액세스 권한을 부여할지 아니면 거부할지를 선택해야 한다. 반복적으로 권한을 거부하면 무기한 거부된다. 백그라운드 위치 추적을 활성화하려면 앱이 시스템 설정 메뉴로 이동해야 하며, 사용자가 앱을 몇 달 동안 사용하지 않은 경우 모든 "민감한" 권한이 자동으로 재설정된다.
안드로이드 11을 대상으로 하는 앱은 자신이 직접 만든 외부 스토리지("범위 스토리지")의 파일과 음악, 사진 또는 비디오 디렉터리에 포함된 오디오, 이미지 및 비디오 파일에만 액세스할 수 있다. 다른 모든 파일은 스토리지 액세스 프레임워크를 통해 사용자 개입을 통해서만 액세스할 수 있다.
안드로이드 11은 "앱 내에서 정의된 위치 권한에 따라 EXIF 위치 메타데이터가 올바르게 처리되도록 보장"하기 위해 이미지 및 비디오 캡처 기능을 시스템 카메라 앱으로만 제한한다. 앱에 내장된 카메라(예: 인스타그램 또는 스냅챗)에는 영향을 미치지 않는다.

### 플랫폼
안드로이드 11은 향상된 인앱 경험을 제공하기 위해 5G 네트워크 연결의 존재를 감지하도록 설계된 다양한 API를 포함하고 있다. 안드로이드 11은 경첩이 달린 디스플레이(예: 접이식 스마트폰)와 초곡선의 디스플레이가 있는 장치를 다루기 위한 새로운 API를 포함하고 있다.
새로운 API를 사용하여 장치의 온도를 모니터링하고 그에 따라 응용 프로그램 작업을 조정할 수 있다. OpenSL ES는 오보에를 위해 더 이상 사용되지 않는다. 안드로이드 11은 무선 디버깅을 지원한다.
안드로이드 Go 11은 향상된 성능, 개인 정보 보호 기능, 향상된 스토리지, 업그레이드된 RAM 스토리지 및 새로운 앱 기능을 갖추고 있으며, 구글은 앱이 안드로이드 10에서보다 20% 더 빨리 실행될 것이라고 밝혔다.

## 지원 기기

### 구글
- 픽셀 2
- 픽셀 2 XL
- 픽셀 3
- 픽셀 3 XL
- 픽셀 3a
- 픽셀 3a XL
- 픽셀 4
- 픽셀 4 XL
- 픽셀 4a
- 픽셀 5
- 픽셀 5a

### 삼성전자
- 삼성 갤럭시 S21
- 삼성 갤럭시 S21+
- 삼성 갤럭시 S21 울트라
- 삼성 갤럭시 S20
- 삼성 갤럭시 S20+
- 삼성 갤럭시 S20 울트라
- 삼성 갤럭시 S20 FE
- 삼성 갤럭시 S21 FE
- 삼성 갤럭시 노트10
- 삼성 갤럭시 노트10 플러스
- 삼성 갤럭시 S10
- 삼성 갤럭시 Z 폴드 3
- 삼성 갤럭시 Z 플립 3
- 삼성 갤럭시 Z 플립
- 삼성 갤럭시 Z 폴드 2
- 삼성 갤럭시 폴드
- 삼성 갤럭시 노트20
- 삼성 갤럭시 노트20 울트라
- 삼성 갤럭시 A71
- 삼성 갤럭시 A퀀텀
- 삼성 갤럭시 퀀텀2
- 삼성 갤럭시 A32
- 삼성 갤럭시 점프
- 삼성 갤럭시 A10e
- 삼성 갤럭시 와이드4
- 삼성 갤럭시 탭 S7
- 삼성 갤럭시 탭 S7 FE
- 삼성 갤럭시 탭 S6 라이트
- 삼성 갤럭시 A12
- 삼성 갤럭시 A01
- 삼성 갤럭시 A90
- 삼성 갤럭시 탭 S6
- 삼성 갤럭시 A12
- 삼성 갤럭시 A31
- 삼성 갤럭시 A51
- 삼성 갤럭시 A52
- 삼성 갤럭시 A72
- 삼성 갤럭시 M52
- 삼성 갤럭시 A21s
- 삼성 갤럭시 A42
- 삼성 갤럭시 A40
- 삼성 갤럭시 A30
- 삼성 갤럭시 탭 A7
- 삼성 갤럭시 탭 A7 LITE
- 삼성 갤럭시 A22
- 삼성 갤럭시 A02
- 삼성 갤럭시 A02s
- 삼성 갤럭시 버디
- 삼성 갤럭시 와이드5
- 삼성 갤럭시 A50
- 삼성 갤럭시 A80

### LG
- LG V60 ThinQ
- LG Q9 One
- LG VELVET
- LG VELVET 2 Pro
- LG Q61
- LG Q92
- LG V50S ThinQ
- LG Q31

### 샤오미
- Mi 10
- Mi 10 Pro
- Mi 10 Lite 5G
- Mi Note 10 Lite
- Redmi Note 9S
- Mi 10T Lite
- Mi 10T / Mi 10T Pro
- 레드미 노트 10
- 레드미 노트 10 프로
- Mi 9 SE
- 레드미 노트 9 프로
- 레드미 노트 9
- 레드미 노트 9T
- Mi 9
- Mi 9T Pro
- Redmi 9
- Redmi Note 8 Pro
- Mi 9 Lite
- Redmi 9T
- Mi 9T
- Redmi Note 8
- Mi 11
- Mi 11 Ultra
- Mi 11i
- Mi 11 Lite 5G
- Mi 11 Lite
- Redmi Note 10 Pro
- Redmi Note 10S
- Redmi Note 10 5G
- Redmi Note 10
- Redmi Note 8(2021)
- Redmi 10
- 샤오미 11T Pro
- 샤오미 11T
- 샤오미 11 Lite NE
- 샤오미 패드 5

### POCO
- POCO F2 Pro
- POCO X3 NFC
- POCO F3
- POCO M3 Pro 5G
- POCO X3 Pro
- POCO X3 GT

### OnePlus
- 원플러스 8
- 원플러스 8 Pro
- 원플러스 9

### 소니
- Xperia 1 II
- Xperia 5 II
- Xperia 10 II
- Xperia 1
- Xperia 5
- Xperia 1 III
- Xperia 5 III

### 마이크로소프트
- 서피스 듀오 2

### 에이수스
- ROG 폰 5
- ROG 폰 3

## 같이 보기
- 안드로이드 (운영 체제)
- 안드로이드 버전 역사